# Ёсинага, Кадзуки
Кадзуки Ёсинага (яп. 吉永•一貴 англ. Kazuki Yoshinaga, родился 31 июля 1999 года, Нагоя, префектура  Айти)) — конькобежец, специализирующийся в шорт-треке. Участвовал в зимних Олимпийских играх 2018 года, бронзовый призёр чемпионата мира 2018 года в эстафете. Обучается в Университете Чукё на факультете спортивных наук.

## Спортивная карьера
Кадзуки Ёсинага был очарован этим видом спорта с тех пор, как его мать Мика Като, бывшая шорт-трекист взяла его с собой в Нагою посмотреть соревнования. Он начал кататься на коньках в возрасте 8-ми лет, совершенствуя свои навыки, и выигрывал множество юношеских турниров. Когда он учился в первом классе старшей школы, то привлек к себе много внимания.
В феврале 2015 года впервые участвовал на юниорском чемпионате мира в Осаке и выиграл бронзу в беге на 1500 м и 6-е место в многоборье. В ноябре стартовал на Кубке мира в Монреале и сразу поднялся на 5-е место в беге на 1000 м. В январе 2016 года он впервые выиграл Всеяпонский чемпионат в возрасте 16 лет и стал самым молодым, выигравшим титул.
Следом на чемпионате мира среди юниоров в Софии занял 9-е место в многоборье и 4-е в эстафете. В феврале он участвовал в зимних Олимпийских играх в Лиллехаммере, где выиграл серебро в беге на 500 м и бронзу в смешанной эстафете. В ноябре на Кубке мира в Солт-Лейк-Сити занял лучшее 7-е место в беге на 1500 м.
На юниорском чемпионате мира 2017 года в Инсбруке выиграл две бронзы на дистанциях 500 и 1500 м и занял общее 3-е место в личном многоборье, а в феврале на зимних Азиатских играх в Саппоро завоевал бронзовую медаль в эстафете. В октябре на Кубке мира в Будапеште в эстафете поднялся на 3-е место и в Дордрехте на 4-е место. В декабре выиграл второй раз подряд Всеяпонский чемпионат в общем зачёте.
После победы на национальном чемпионате он завоевал билет на Олимпиаду в Пхенчхане. Чтобы участвовать в Олимпийских играх, он в течение полугода тренировался в Южной Корее, силе конькобежного спорта на шорт-треке, терпеливо ел овощи, в которых он не был хорош, и работал над улучшением своего телосложения. В феврале 2018 года на зимних Олимпийских играх в Пхенчхане он занял 13-е место в беге на 1000 метров и 7-е место в эстафете.
В марте на юниорском чемпионате мира в Томашуве-Мазовецком завоевал серебро в беге на 1500 метров, золото в эстафете и занял 4-е место в многоборье, через 2 недели на чемпионате мира в Монреале выиграл бронзу в эстафете. В ноябре 2018 года Кадзуки занял 1-е место в беге на 1500 м на Кубке мира в Калгари, впервые он поднялся на вершину пьедестала почета Кубка мира.
В январе 2019 года на чемпионате мира среди юниоров в Монреале вновь поднялся на 3-е место в беге на 1000 метров. В феврале 2019 года на этапе в Дрездене занял 2-е место в эстафете, следом на Кубке мира в Турине поднялся на 6-е место в беге на 500 м и на 2-е в эстафете. В марте на чемпионате мира в Софии он занял 7-е место в эстафете и в абсолютном зачёте занял 23-е место.
В сезоне 2019/21 Ёсинага участвовал только на Кубке мира и один раз поднялся на 3-е место в смешанной эстафете в Дордрехте, в феврале 2020 года. У него была травма спины, и из-за пандемии COVID-19 он не смог участвовать в международных соревнованиях в сезоне 2020/2021. В сезоне 2021/22 на Кубке мира в Пекине поднялся на 4-е место в беге на 1000 метров и 5-е место в смешанной эстафете, на 7-е место в Дебрецене в мужской эстафете и в Дордрехте на 6-е место в той же эстафете.

## Семья
Его мать Мика Като представляла Японию в шорт-треке, завоевав три серебряные медали чемпионата мира в общем зачете в период с 1980 по 1983 год. Его тетя Миёси Като представляла Японию в шорт-треке и конькобежном спорте, участвуя в соревнованиях по конькобежному спорту на зимних Олимпийских играх 1980 года в Лейк-Плэсиде

## Награды
- 2018 год — получил премию спортивного цитирования префектуры Айти в Японии
- 2018 год — получил награду за спортивные достижения от мэра Овариасахи